# Wplace
Wplace là website cộng tác pixel art do Murilo Matsubara phát triển và ra mắt vào ngày 21 tháng 7 năm 2025, ở đây người dùng có thể chỉnh sửa canvas bằng cách thay đổi màu sắc của pixel đơn trên bản đồ thế giới. Website được làm dựa trên r/place, một dự án cộng tác được host trên Reddit.

## Tổng quan
Người dùng cá nhân có thể chỉnh sửa bản đồ thế giới trên một canvas trực tuyến bằng cách thay đổi bất kì pixel nào trong 4000 tỷ pixel vuông sẵn có. Người dùng bắt đầu với pool giới hạn 30 pixel có thể đặt, và mỗi 30 giây được hồi lại một pixel để đặt tiếp. Site còn có bảng xếp hạng hiển thị quốc gia và khu vực nào host nhiều pixel nhất. Đến ngày 7 tháng 8, quốc gia dẫn đầu trong bảng xếp hạng là Brazil, host hơn 500 triệu pixel. Cơ chế như vậy dẫn đến tranh đấu thường xuyên giữa người dùng, khi mà tác giả nào cũng cố gắng hoàn thành bức tranh của mình, đôi khi phá hủy tranh trước đó hoặc lân cận.
Người dùng tích lũy "droplet" bằng cách lên cấp và đặt pixel. Nó là một loại tiền tệ đặc biệt có thể chi tiêu để tăng giới hạn pixel trong pool, lấy thêm pixel hiện thời, thay đổi ảnh profile hoặc chọn cờ quốc gia thêm vào profile của mình. Nếu người dùng vẽ ở quốc gia có quốc kỳ tương ứng, họ sẽ được nhận lại 10% tổng số pixel đã sử dụng.[cần trích dẫn]
Webiste sau 4 ngày đã thu hút hơn một triệu người dùng, trở nên phổ biến trên các nền tảng như TikTok, Reddit và Twitter, đặc biệt phổ biến với cư dân của các quốc gia như Đức và Brazil. Người dùng tích cực vẽ hình ảnh từ các video game, anime, meme nổi tiếng cùng với cả các yếu tố trong văn hóa Internet. Các yếu tố từ các franchise video game như Among Us, Deltarune, Hollow Knight, Kirby, Overwatch, Sonic the Hedgehog, Mario, Oneshot, Undertale và Stardew Valley thường xuyên hiện diện trên website. Wplace còn được các fan sử dụng để cố gắng giao thiệp với các tập đoàn, như là vẽ tranh lên địa điểm của văn phòng công ty. Do lượng người dùng đồng thời rất cao, website đã gặp phải nhiều vấn đề kỹ thuật, làm bảng xếp hạng bị đơ và khiến người dùng mới không đăng ký được, mặc dù người dùng đã có tài khoản vẫn có thể chỉnh sửa canvas.